# Wiktorija Poljudina
Wiktorija Gennadjewna Poljudina (russisch Викто́рия Генна́дьевна Полю́дина; engl. Transkription Viktoriia Poliudina; * 29. Juni 1989 in Prschewalsk, Kirgisische SSR, UdSSR) ist eine kirgisische Leichtathletin, die sich auf den Langstreckenlauf spezialisiert hat.

## Sportliche Laufbahn
Erste internationale Erfahrungen sammelte Wiktorija Poljudina im Jahr 2008, als sie bei den Juniorenasienmeisterschaften in Jakarta in 4:31,45 min die Bronzemedaille im 1500-Meter-Lauf gewann und sich auch über 3000 Meter in 9:41,21 min die Bronzemedaille sicherte. Anschließend schied sie bei den Juniorenweltmeisterschaften in Bydgoszcz mit 4:26,03 min im Vorlauf über 1500 Meter aus. Bei den Crosslauf-Weltmeisterschaften 2009 in Amman wurde sie nach 29:16 min 57. und startete im Sommer über die Marathondistanz bei den Weltmeisterschaften in Berlin, konnte ihr Rennen dort aber nicht beenden. Anschließend belegte sie bei den Asienmeisterschaften in Guangzhou in 16:21,58 min den fünften Platz im 5000-Meter-Lauf und erreichte mit 34:33,86 min Rang sechs über 10.000 Meter. 2010 siegte sie bei den Hallenasienmeisterschaften in Hangzhou in 4:29,65 min über 1500 Meter sowie in 9:39,35 min auch im 3000-Meter-Lauf. Anschließend startete sie über 3000 Meter bei den Hallenweltmeisterschaften in Doha und schied dort mit neuem Landesrekord von 9:30,76 min in der Vorrunde aus. Im Dezember nahm sie dann erstmals an den Asienspielen in Guangzhou teil und belegte dort in 15:29,28 min den sechsten Platz über 5000 Meter und wurde auch im 10.000-Meter-Lauf in 32:16,34 min Sechste und stellte damit über beide Distanzen einen neuen kirgisischen Landesrekord auf.
2011 startete sie über 5000 Meter bei den Weltmeisterschaften in Daegu und verpasste dort mit 16:32,68 min den Finaleinzug. Im Jahr darauf wurde sie beim Ft. Lauderdale 13.1 Marathon nach 1:21:42 h Dritte und 2013 gelangte sie bei den Asienmeisterschaften in Pune mit 16:57,85 min und 35:56,64 min jeweils auf den zwölften Platz über 5000 und 10.000 Meter. Im Jahr darauf gewann sie bei den Hallenasienmeisterschaften in Hangzhou in 4:25,98 min die Bronzemedaille über 1500 Meter hinter der Bahrainerin Maryam Yusuf Jamal und Betlhem Desalegn aus den Vereinigten Arabischen Emiraten und wurde in 9:33,64 min Sechste im 3000-Meter-Lauf. Ende September nahm sie erneut an den Asienspielen in Incheon teil und gelangte dort nach 4:32,07 min auf Rang zehn über 1500 Meter. 2016 startete sie im Marathonlauf bei den Olympischen Spielen in Rio de Janeiro und lief dort nach 2:41:37 min auf dem 62. Platz ein. 2017 siegte sie in 1:13:19 h beim Duschanbe-Halbmarathon und belegte dann bei den Islamic Solidarity Games in Baku in 33:06,00 min den sechsten Platz über 10.000 Meter. Anfang August erreichte sie bei den Weltmeisterschaften in London nach 2:40:28 h Rang 42 im Marathon und anschließend siegte sie in 2:37:45 h beim Astana-Marathon. Mitte November wurde sie mit 1:15:31 h Zweite beim Bischkek-Halbmarathon und kurz darauf siegte sie mit neuer Bestleistung von 2:33:25 h beim Shenzhen-Marathon. Im Jahr darauf wurde sie dann bei den Asienspielen in Jakarta in 2:54:37 h Elfte über die Marathondistanz.

## Persönliche Bestleistungen
- 1500 Meter: 4:13,34 min, 5. Juli 2012 in Tscheboksary
  - 1500 Meter (Halle): 4:25,98 min, 15. Februar 2014 in Hangzhou (kirgisischer Rekord)
- 3000 Meter: 9:35,33 min, 19. September 2010 in Almaty
  - 3000 Meter (Halle): 9:30,76 min, 12. März 2010 in Doha
- 5000 Meter: 15:29,28 min, 26. November 2010 in Guangzhou
- 10.000 Meter: 32:16,34 min, 21. November 2010 in Guangzhou
- Halbmarathon: 1:13:19 h, 15. April 2017 in Duschanbe
- Marathon: 2:33:25 h, 17. Dezember 2017 in Shenzhen